# Разъезд 160 км
Разъезд 160 километр — упразднённый посёлок при железнодорожном разъезде в Новолялинском городском округе Свердловской области России.

## Географическое положение
Посёлок находился при железнодорожном разъезде 160 км Свердловской железной дороги (с ноября 2020 года — разъезд Коптяковские Печи). С запада проходит шоссе регионального значения Екатеринбург — Нижний Тагил — Серов. Посёлок расположен в 37 километрах (по дорогам) к северу-северо-западу от города Новой Ляли и в нескольких километрах к северу от посёлка Лобва.

## История
Железнодорожный разъезд возник в 1906 году при строительстве Богословской железной дороги.
К началу XXI века посёлок остался без населения и был упразднён в 2001 году.

## Инфраструктура
Путевое хозяйство Свердловской железной дороги.